# Notts County FC
Notts County FC is een voetbalclub uit Nottingham, Engeland. Het team neemt deel aan de EFL League Two, het vierde niveau van het Engels voetbalsysteem. De club werd opgericht op 25 november 1862, wat het de oudste professionele voetbalclub ter wereld maakt. De club was een van de twaalf oprichters van de Football Association in 1888. Ze worden de "Magpies" (Eksters) genoemd vanwege de zwart-witte kleur van hun thuistenue, die de Italiaanse club Juventus inspireerde om de kleuren voor hun uitrusting in 1903 aan te nemen. Na de eerste vijftig jaar op verschillende thuisbases te hebben gespeeld, verhuisde de club in 1910 naar Meadow Lane, hun huidige thuisbasis. Notts County heeft een lokale rivaliteit met buurman Nottingham Forest, evenals met andere nabijgelegen clubs zoals Mansfield Town.
De club speelde dertig seizoenen in de eerste klasse en zevenendertig seizoenen in de tweede klasse. De enige grote prijs in de clubgeschiedenis is de winst in de FA Cup in 1894.

## Geschiedenis

### Beginjaren

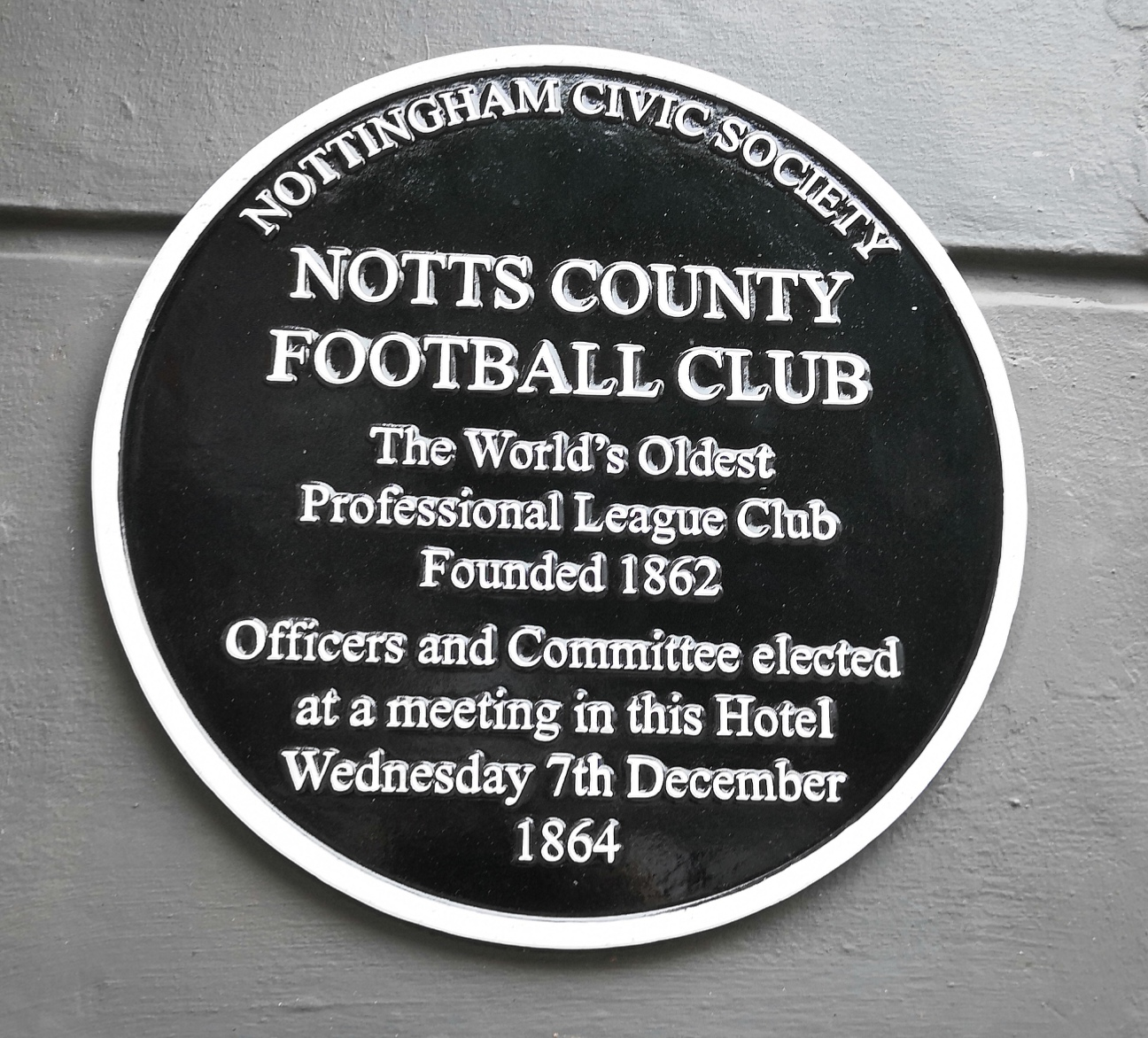
Plaquette in het George Hotel Nottingham ter herdenking van de eerste bijeenkomst van Notts County Football Club om officieren en commissie te kiezen op 7 december 1864

Na de oprichting in 1862 richtte Notts County zich aanvankelijk op het spelen van een spel dat ze zelf hadden uitgevonden. Toen de Football Association eenmaal was gevormd, stapten ze over op voetbal. Kort daarna nam hun vleugelverdediger Ernest Greenhalgh deel aan de allereerste interland ooit: Engeland vs. Schotland. In 1888 was Notts County een van de 12 stichtende leden van de Football League en eindigde hun eerste competitieseizoen op de 11e plaats. In 1891 misten de Magpies hun eerste grote kans om een grote trofee te winnen door met 1-3 te verliezen van Blackburn Rovers in de FA Cup-finale. Ze maakten het drie jaar later goed mede dankzij Jimmy Logan, die een hattrick scoorde in een 4-1 overwinning op Bolton Wanderers in de bekerfinale van dat jaar. Dit blijft de enige grote trofee in de geschiedenis van de club, evenals de eerste keer dat een team buiten de hoogste divisie de FA Cup won.
Na vele jaren op verschillende locaties te hebben gespeeld, verhuisde Notts County in 1910 naar Meadow Lane, hun huidige thuisbasis. Toch weerhield dit het team er niet van om te jojoën tussen de twee hoogste divisies van het Engelse voetbal. In 1930 degradeerden ze voor het eerst naar het derde niveau, maar wisten het volgende seizoen weer terug te komen. Na vier seizoenen ging het alsnog mis en degradeerde Notts County weer naar de Third Division South, waar het tot de uitbraak van de Tweede Wereldoorlog zou bivakkeren. Na het einde van de Tweede Wereldoorlog kwam Notts County weer in de openbaarheid door een destijds recordbedrag van £ 20.000 te betalen voor Chelsea's Tommy Lawton. Dit resulteerde in een grotere opkomst bij Meadow Lane en de club promoveerde in 1950 terug naar de Tweede Klasse. Lawton wist de verwachtingen waar te maken en werd dat seizoen competitietopscorer met 33 treffers.

### Opmars naar de Premier League

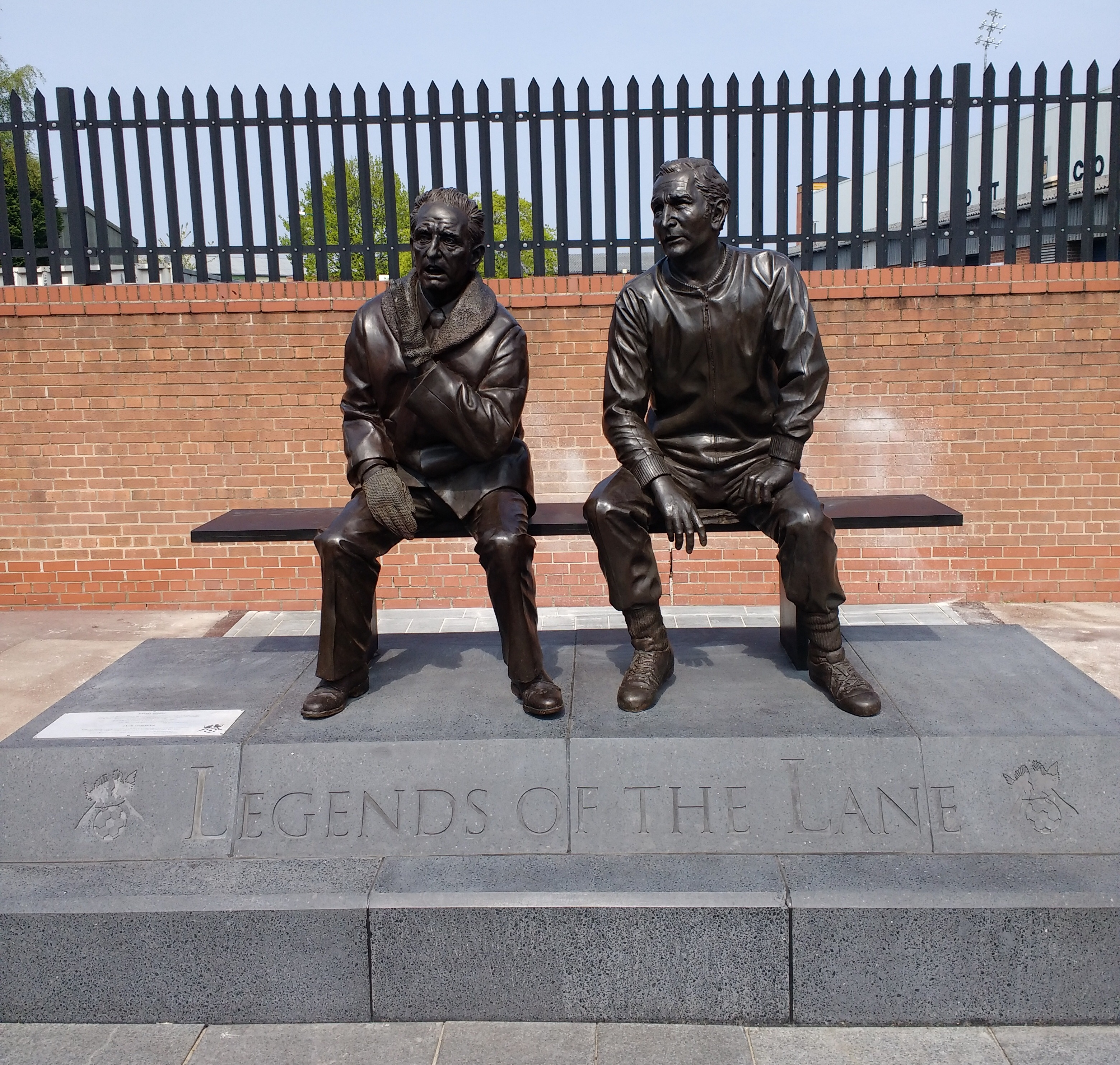
Standbeeld van Jimmy Sirrel en Jack Wheeler, gelegen aan Meadow Lane in de buurt van het voetbalstadion van Notts County.

Tegen het einde van de jaren '50 verloor Notts County de race om de grootste club van de stad van Nottingham Forest. Ze waren terug in de Third Division in 1957 en werden al snel voor het eerst gedegradeerd naar de Fourth Division in 1959. De club bleef worstelen in de jaren '60 en vond zich voornamelijk terug in de kelder van het Engelse profvoetbal. De zaken veranderden uiteindelijk ten goede met de benoeming van Jimmy Sirrel als manager in 1969. Tijdens Sirrels tijd bij de club maakte Notts County enorme vooruitgang en verdiende het drie promoties. Dit betekende een opmars van de Fourth Divison naar de First Division in tien jaar tijd. Ze bleven de volgende drie seizoenen in de hoogste klasse en boekten onderweg veel opmerkelijke resultaten.
In de jaren tachtig leek de ploeg weer af te glijden naar de onderste regionen van de Football League, maar begin jaren negentig leefde Notts County nogmaals op. Eind 1988 werd Neil Warnock manager van Notts County - toen in de Derde Klasse - met Jones als zijn assistent. Ook de assistent van Warnock bij Scarborough, Paul Evans en ex-Scarborough-fysio Dave Wilson sloten zich aan bij het personeel. De vier hielpen County om opeenvolgende promoties te behalen om de First Division te bereiken voor het seizoen 1991/92, waarbij Warnock lucratieve aanbiedingen van Chelsea en Sunderland in deze periode afwees. Warnock werd echter in januari 1993 ontslagen nadat de degradatie van County hen een plaats in de nieuw opgerichte Premier League had gekost. Drie jaar later degradeerde County nogmaals, ditmaal naar de Second Division (derde niveau). Nadien wist County nooit meer terug te keren in de twee hoogste divisies van Engeland. Wel waren ze in 1996 dichtbij, maar verloren de play-off finale op Wembley van Bradford City.

### Recente jaren

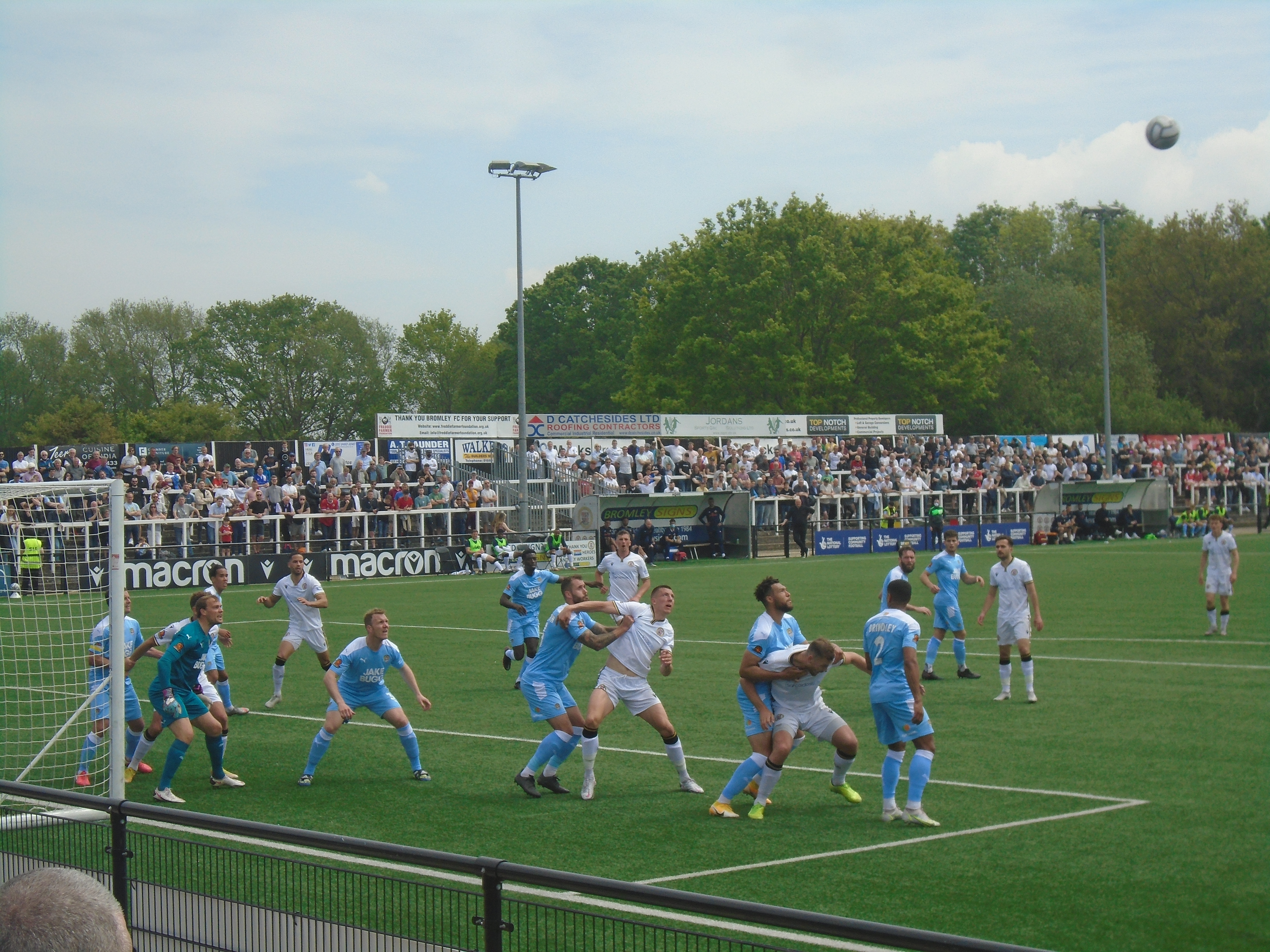
Notts County speelt tegen Bromley FC, mei 2021.

In 2009 kwam het nietige Notts County plots in de landelijke media. Notts County werd in 2009, net als Manchester City, overgenomen door een groep rijke Arabieren. Het consortium 'Munto Finance' met aan het hoofd een rijke, maar mysterieuze man, stelde direct Sven-Göran Eriksson aan als technisch directeur. Daarop werden Sol Campbell en een piepjonge Kasper Schmeichel aangetrokken. De club wilde direct meedoen in de top van de Premier League. Een paar maanden later bleek dat de club niet over is genomen door een groep rijke Arabieren, maar in de val is getrapt van Russell King, een fraudeur. Uiteindelijk klapt de deal, en King verdwijnt een aantal jaar van de radar. Hij laat echter wel een spoor van vernieling achter: de investeringsbank is failliet en Notts County heeft een schuld van meer dan zeven miljoen pond. Campbell vertrok al na één wedstrijd te hebben gespeeld, Eriksson stapte na een half jaar uit het project. Dit belette de club niet om dat seizoen toch de promotie naar de derde klasse te bewerkstelligen.
In de jaren tien van de eenentwintigste eeuw bungelde Notts County tussen het derde en het vierde niveau van het Engelse voetbal. Tijdens het seizoen 2014/15 werd de Nederlandse trainer-coach Ricardo Moniz aangesteld om de club voor degradatie te behoeden, maar de club degradeerde op 3 mei 2015 toch nog naar de vierde klasse. In 2019 ging het wederom mis. Op 4 mei 2019, na een 3-1 nederlaag bij Swindon Town, degradeerde Notts County voor het eerst in hun 157-jarige geschiedenis uit de English Football League. In de zomer werd de club verkocht aan de Deense zakenlieden Alexander en Christoffer Reedtz, waardoor ze financieel gered werden. De ploeg behaalde vervolgens drie jaar achter elkaar de play-offs om promotie, maar wist geen promotie te bewerkstelligen. In 2023 was het dan eindelijk raak. Notts County promoveerde terug naar het profvoetbal door Chesterfield FC in de play-off finale op Wembley te verslaan.

## Erelijst
FA Cup
- Winners: 1894
- Runners-up: 1891

Second Division (1892–1992), First Division (1992–2004), Championship (2004–...)
- Champions: 1896–97, 1913–14, 1922–23
- Runners-up: 1894–95, 1980–81
- Play-off winners: 1990–91

Third Division (1958–92), Second Division (1992–2004), League One (2004–...)
- Runners-up: 1972–73
- Play-off winners 1989–90

Third Division South (1921–58)
- Champions: 1930–31, 1949–50

Fourth Division (1958–92), Third Division (1992–2004), League Two (2004–...)
- Champions: 1970–71, 1997–98, 2009–10
- Runners-up: 1959–60

Anglo-Scottish Cup
- Runners-up: 1981

Anglo-Italian Cup
- Winners: 1995
- Runners-up: 1994

## Eindklasseringen
| Seizoen   | №  | Clubs | Divisie         | Duels | Winst | Gelijk | Verlies | Doelsaldo | Punten |
| --------- | -- | ----- | --------------- | ----- | ----- | ------ | ------- | --------- | ------ |
| 1980–1981 | 2  | 22    | Second Division | 42    | 18    | 17     | 7       | 49–38     | 53     |
| 1981–1982 | 15 | 22    | First Division  | 42    | 13    | 8      | 21      | 61–69     | 47     |
| 1982–1983 | 15 | 22    | First Division  | 42    | 15    | 7      | 20      | 55–71     | 52     |
| 1983–1984 | 21 | 22    | First Division  | 42    | 10    | 11     | 21      | 50–72     | 41     |
| 1984–1985 | 20 | 22    | Second Division | 42    | 10    | 7      | 25      | 45–73     | 37     |
| 1985–1986 | 8  | 24    | Third Division  | 46    | 19    | 14     | 13      | 71–60     | 71     |
| 1985–1986 | 7  | 24    | Third Division  | 46    | 21    | 13     | 12      | 77–56     | 76     |
| 1985–1986 | 4  | 24    | Third Division  | 46    | 23    | 12     | 11      | 82–49     | 81     |
| 1985–1986 | 9  | 24    | Third Division  | 46    | 18    | 13     | 15      | 64–54     | 67     |
| 1985–1986 | 3  | 24    | Third Division  | 46    | 25    | 12     | 9       | 73–53     | 87     |
| 1990–1991 | 4  | 24    | Second Division | 46    | 23    | 11     | 12      | 76–55     | 80     |
| 1991–1992 | 21 | 22    | First Division  | 42    | 10    | 10     | 22      | 40–62     | 40     |
| 1992–1993 | 17 | 24    | First Division  | 46    | 12    | 16     | 18      | 55–70     | 52     |
| 1993–1994 | 7  | 24    | First Division  | 46    | 20    | 8      | 18      | 65–69     | 68     |
| 1994–1995 | 24 | 24    | First Division  | 46    | 9     | 13     | 24      | 45–66     | 40     |
| 1995–1996 | 4  | 24    | Second Division | 46    | 21    | 15     | 10      | 63–39     | 78     |
| 1996–1997 | 24 | 24    | Second Division | 46    | 7     | 14     | 25      | 33–59     | 35     |
| 1996–1997 | 1  | 24    | Third Division  | 46    | 29    | 12     | 5       | 82–43     | 99     |
| 1998–1999 | 16 | 24    | Second Division | 46    | 14    | 12     | 20      | 52–61     | 54     |
| 1999–2000 | 8  | 24    | Second Division | 46    | 18    | 11     | 17      | 61–55     | 65     |
| 2000–2001 | 8  | 24    | Second Division | 46    | 19    | 12     | 15      | 62–66     | 69     |
| 2001–2002 | 19 | 24    | Second Division | 46    | 13    | 11     | 22      | 59–71     | 50     |
| 2002–2003 | 15 | 24    | Second Division | 46    | 13    | 16     | 17      | 62–70     | 55     |
| 2003–2004 | 23 | 24    | Second Division | 46    | 10    | 12     | 24      | 50–78     | 42     |
| 2004–2005 | 19 | 24    | League Two      | 46    | 13    | 13     | 20      | 46–62     | 52     |
| 2005–2006 | 21 | 24    | League Two      | 46    | 12    | 16     | 18      | 48–63     | 52     |
| 2006–2007 | 13 | 24    | League Two      | 46    | 16    | 14     | 16      | 55–53     | 62     |
| 2007–2008 | 21 | 24    | League Two      | 46    | 10    | 18     | 18      | 37–53     | 48     |
| 2008–2009 | 19 | 24    | League Two      | 46    | 11    | 14     | 21      | 49–69     | 47     |
| 2009–2010 | 1  | 24    | League Two      | 46    | 27    | 12     | 7       | 96–31     | 93     |
| 2010–2011 | 19 | 24    | League One      | 46    | 14    | 8      | 24      | 46–60     | 50     |
| 2011–2012 | 7  | 24    | League One      | 46    | 18    | 19     | 9       | 75–63     | 73     |
| 2012–2013 | 12 | 24    | League One      | 46    | 16    | 17     | 13      | 61–49     | 65     |
| 2013–2014 | 20 | 24    | League One      | 46    | 15    | 5      | 26      | 64–77     | 50     |
| 2014–2015 | 21 | 24    | League One      | 46    | 12    | 14     | 20      | 45–63     | 50     |
| 2015–2016 | 17 | 24    | League Two      | 46    | 14    | 9      | 23      | 54–83     | 51     |
| 2016–2017 | 16 | 24    | League Two      | 46    | 16    | 8      | 22      | 54–76     | 56     |
| 2017–2018 | 5  | 24    | League Two      | 46    | 21    | 14     | 11      | 71–48     | 77     |
| 2018–2019 | 23 | 24    | League Two      | 46    | 9     | 14     | 23      | 48-84     | 41     |
| 2019–2020 | 3  | 20    | National League | 38    | 17    | 12     | 9       | 61-38     | 63     |

## Bekende (oud-)spelers
- Daniel Allsopp
- Les Bradd
- Sol Campbell
- Mark Draper
- Frank Farina
- Justin Fashanu
- Albert Iremonger
- Tom Ince
- Tommy Johnson
- Tom Keetley
- Aki Lahtinen
- Tommy Lawton
- Jimmy Logan
- Hayden Mullins
- Alan Smith
- Jack Grealish

## Nederlanders en Belgen
- Meindert Dijkstra
- Marcel Cas
- Gill Swerts
- Julian Jenner
- Genaro Snijders
- Mawouna Amevor
- Stanley Aborah
- Enzio Boldewijn
- Elisha Sam
- Rúben Rodrigues

Accrington Stanley ·
Barrow · 
Bradford City ·
Bromley ·
Carlisle United ·
Cheltenham Town ·
Chesterfield ·
Colchester United ·
Crewe Alexandra · 
Doncaster Rovers ·
Fleetwood Town ·
Gillingham ·
Grimsby Town ·
Harrogate Town · 
Milton Keynes Dons · 
Morecambe · 
Newport County ·	
Notts County · 
Port Vale ·
Salford City · 
Swindon Town ·
Tranmere Rovers ·
Walsall ·
Wimbledon